# Widukindland

Blick auf das Widukindland vom Schinkelturm aus

Widukindland ist ein Stadtteil von Osnabrück. Er liegt im Nordosten der Stadt an den Hängen des Schinkelbergs. Der Stadtteil grenzt im Norden an den Stadtteil Dodesheide, im Westen an die Gartlage, im Süden an den heutigen Stadtteil Schinkel und Schinkel-Ost und im Osten an Darum/Gretesch/Lüstringen und die Gemeinde Belm. Das Widukindland ist hervorgegangen aus der früheren Gemarkung Schinkel. In dem durch Einfamilienhäuser, große Gärten und Waldgebiete geprägten Stadtteil leben auf 275,5 Hektar Fläche 5.080 Menschen (12/2022).

## Geschichte
Die städtebauliche Entwicklung des Widukindlands begann in den 1920er Jahren, so wurden z. B. der Freiheitsweg und der Heimatweg im Jahre 1922 angelegt. Vorangetrieben wurde der Siedlungsbau zwischen der Bremer Straße und der Bahnstrecke Osnabrück–Bremen dann primär unter der NSDAP in den 1930er Jahren als Kleinsiedlungsgebiet. Bei der Planung wurde darauf geachtet, dass zu jedem Haus ein Garten zur Selbstversorgung angelegt wurde.
Sowohl die Benennung des Stadtteils selbst, als auch vieler Straßen sind auf den Zeitgeist zurückzuführen, der vorherrschte, als das Widukindland gebaut wurde. Der Name des Stadtteils geht auf den Sachsenherzog Wittekind zurück. Die Straßen und Plätze im Widukindland führen die Namen germanischer Volksstämme, einheimischer Persönlichkeiten und bedeutender Orte (z. B. „Sigiburgweg“, „Sachsenweg“, „Cheruskerweg“) oder sind nach zur damaligen Zeit aktuellen gesellschaftlichen Wertvorstellungen benannt (z. B. „Vaterlandsweg“, „Kameradschaftsweg“, „Freiheitsweg“, „Heimatweg“).
Auch nach dem Zweiten Weltkrieg ging die Entwicklung des Widukindlands weiter, der Freundschaftsweg wurde z. B. 1953 angelegt. 1976–1977 wurde auf dem Schinkelberg durch die Deutsche Funkturm der 158 Meter hohe Fernmeldeturm Osnabrück 8, genannt Schinkelturm, errichtet. Er ist bis heute weithin sichtbares „Wahrzeichen“ des Stadtteils.

## Beschreibung
Das Widukindland ist bis heute vor allem durch offene Wohnbebauung geprägt, vereinzelt sind Gewerbebetriebe angesiedelt. Die Waldgebiete Carolinger Holz und Gartlage im Westen sowie der Schinkelberg südlich des Stadtteils bieten Möglichkeiten zur Naherholung.
Die einzige Bildungseinrichtung im Widukindland ist eine städtische Grundschule. Als Kirchengemeinden existieren die ev.-luth. Gemeinde Timotheus und die kath. St. Bonifatius-Gemeinde. Das Gebäude der Timotheuskirche ist ein architektonisch interessanter Sakralbau aus den 1950er Jahren, von dem Architekten Max H. Berling erbaut. Der erste Pastor der Gemeinde war René Leudesdorff. Beide Kirchengemeinden betreiben jeweils einen Kindergarten. An der Bremer Straße befindet sich ein Kindertreff des Kinderhilfswerks Die Arche.
Der im Stadtteil ansässige Sportverein ist der TSV Widukindland. Eine Sportanlage im Osten des Widukindlands wurde für den Ausbau der A 33 aufgegeben. Die medizinische Versorgung besteht aus mehreren Arzt- und Therapiepraxen. Darüber hinaus existieren verschiedene Gastronomie-, Nahversorgungs- und Dienstleistungsbetriebe für den Alltagsbedarf.
Die ÖPNV-Anbindung des Widukindlands besteht aus den Stadtbuslinien M4, 10/20 und der Nachtbuslinie N4. An der A 33 verfügt der Stadtteil über eine eigene Anschlussstelle.

## Galerie

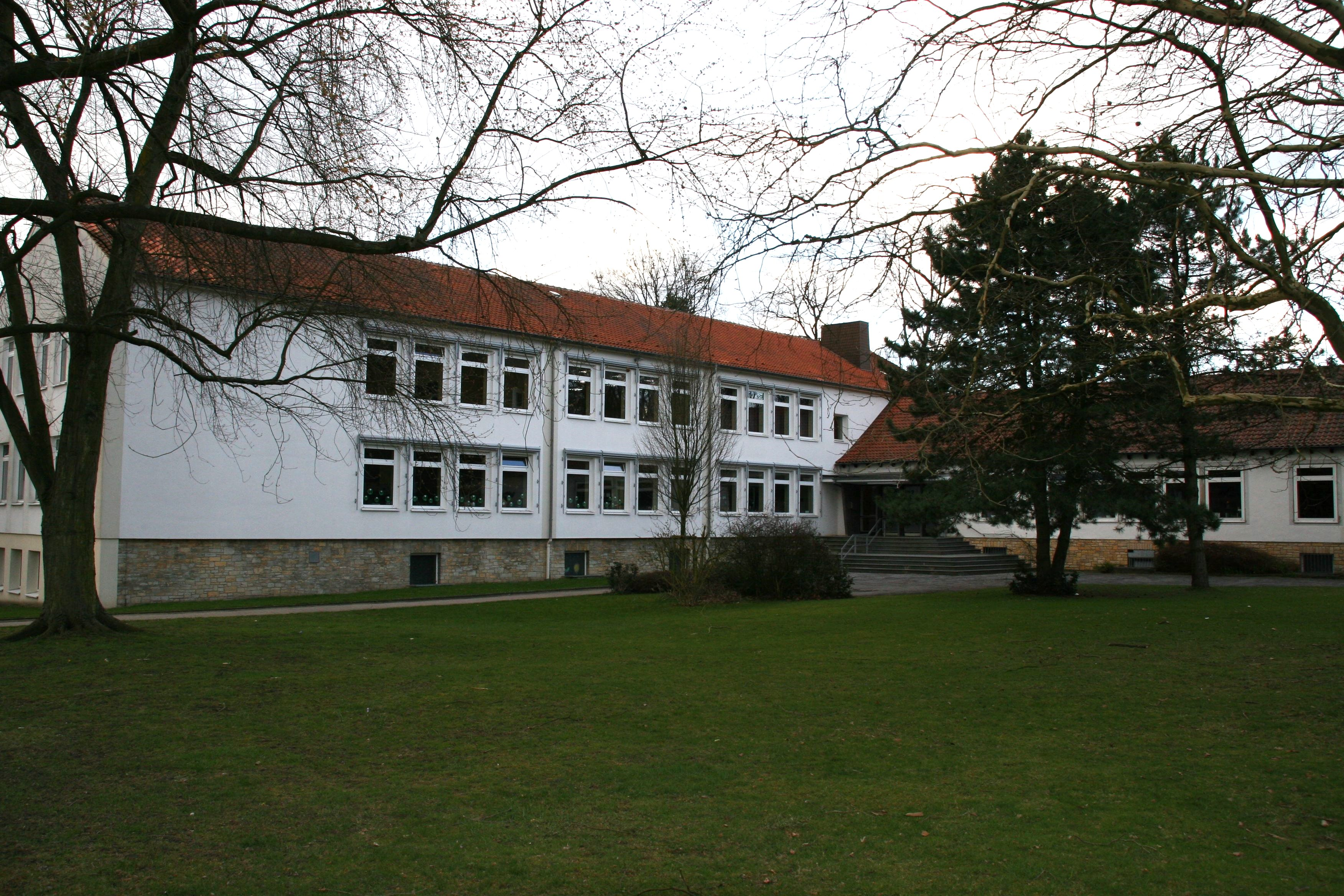
Grundschule Widukindland
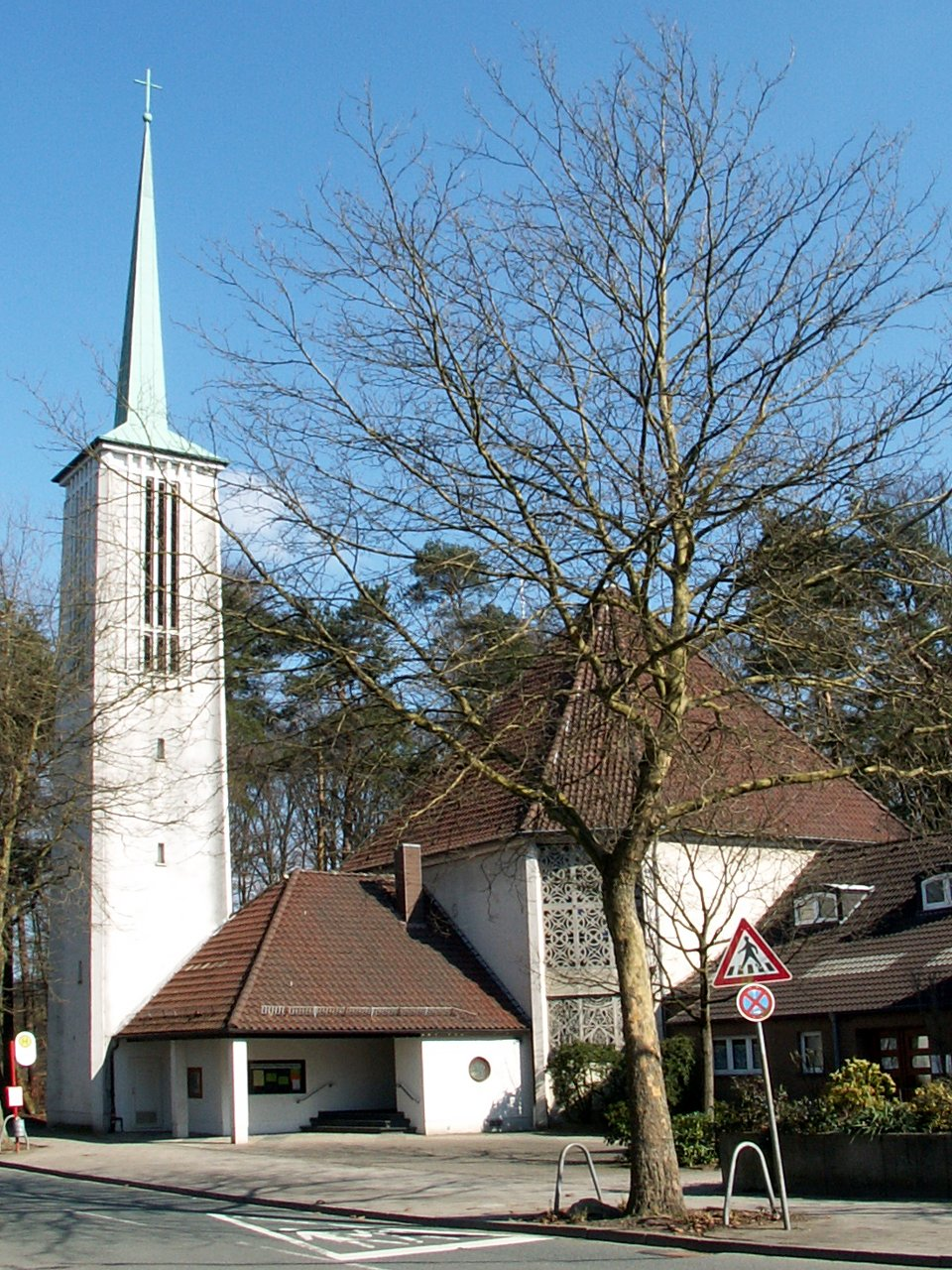
Ev.-luth. Timotheuskirche
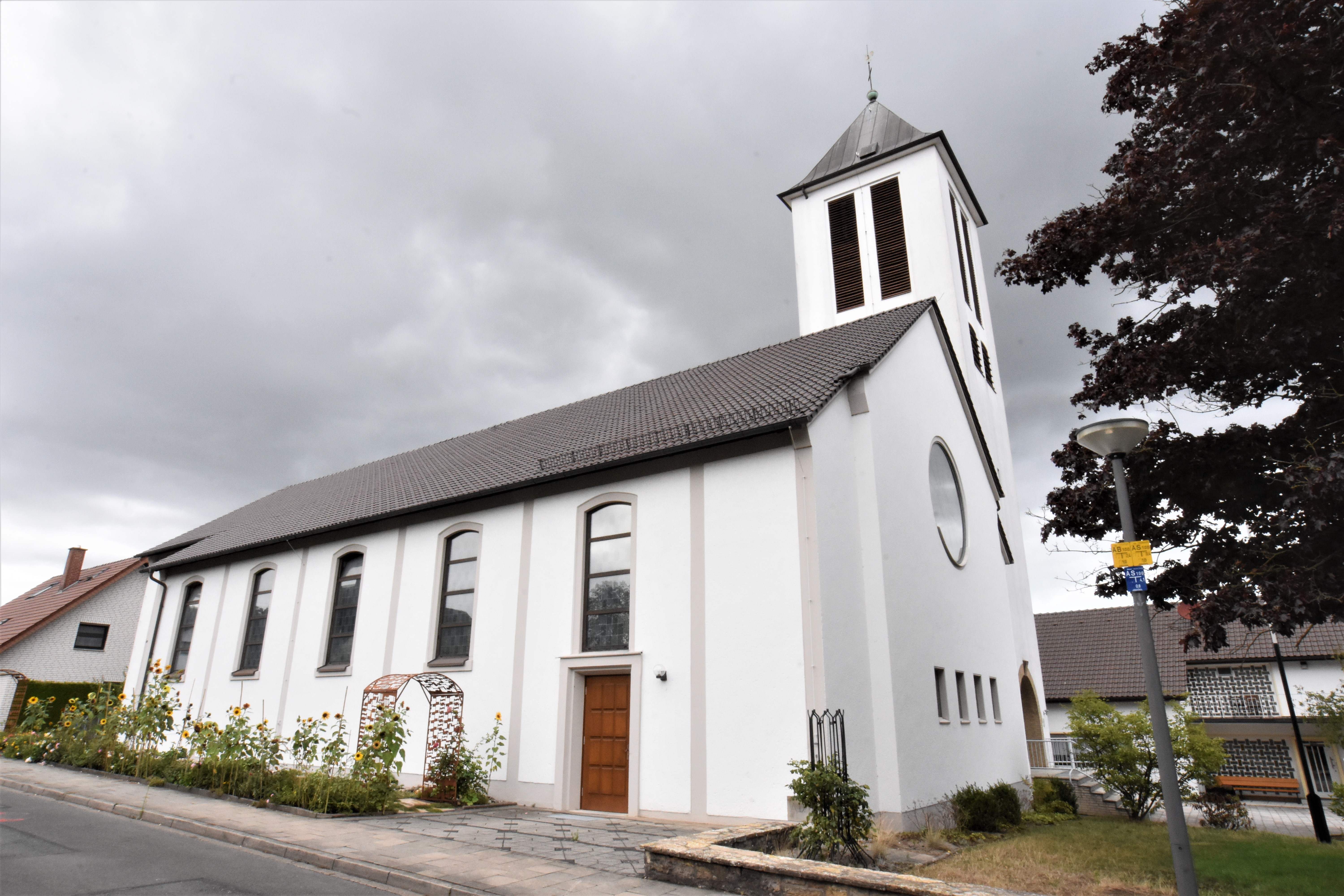
Kath. St. Bonifatius-Kirche
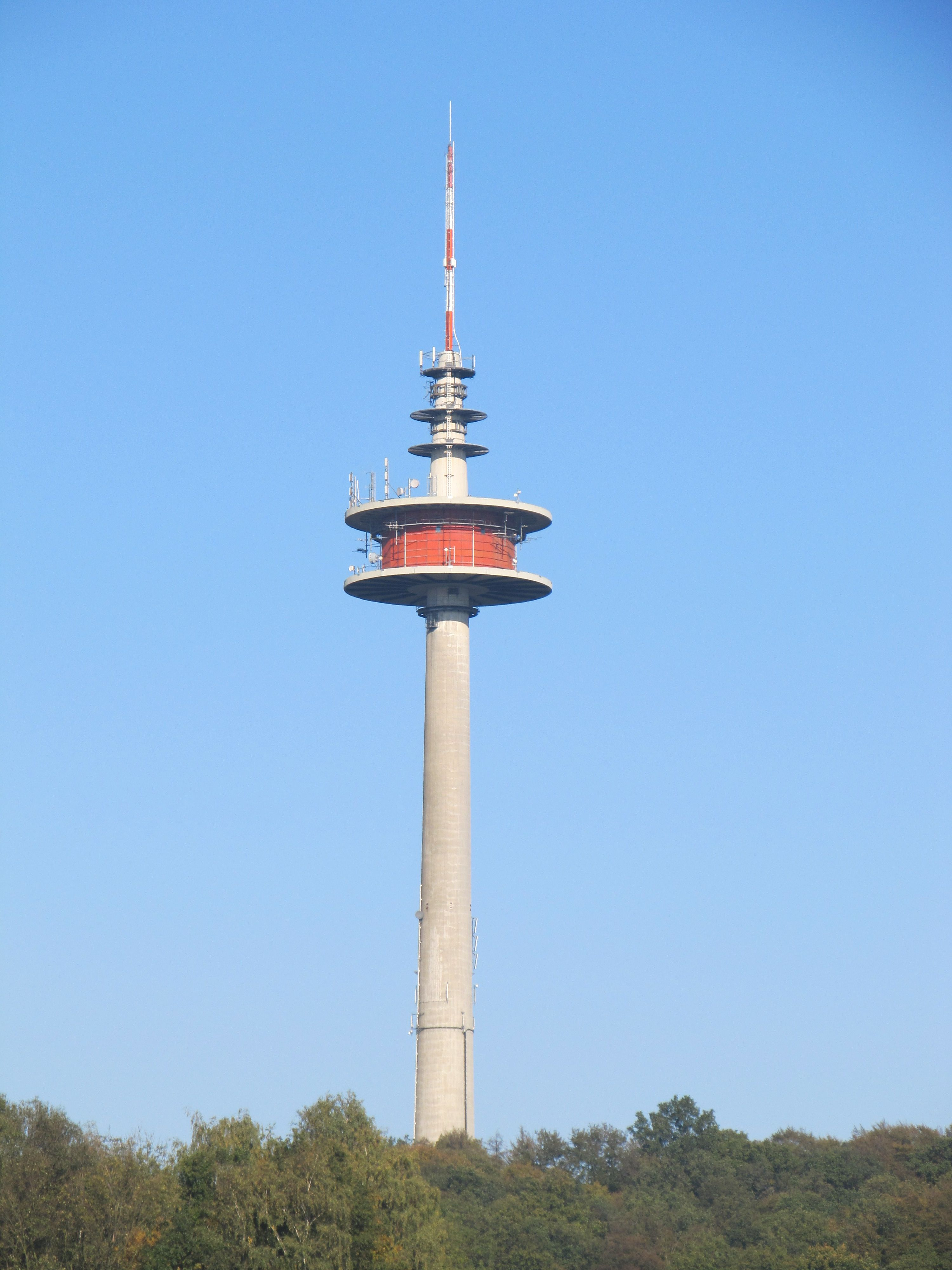
Fernmeldeturm auf dem Schinkelberg